# I. Frigyes badeni nagyherceg
I. Frigyes badeni nagyherceg (németül: Großherzog Friedrich I. von Baden, teljes nevén Friedrich Wilhelm Ludwig; Karlsruhe, 1826. szeptember 9. – Mainau, 1907. szeptember 28.) 1856–1907 között Baden nagyhercege.

## Származása és ifjúkora
Frigyes Vilmos herceg 1826 szeptemberében jött világra Lipót badeni nagyherceg és Zsófia Vilma svéd királyi hercegnő negyedik gyermekeként, illetve harmadik fiaként. Idősebb bátyja, Lajos herceg még Frigyes Vilmos születése előtt elhalálozott csecsemőként, így a badeni trón várományosa Frigyes Vilmos másik bátyja, ifjabb Lajos herceg lett, aki viszont mentális zavarokkal küzdött.
1852. április 24-én, Lipót nagyherceg halála után Frigyes herceg bátyja, II. Lajos került a trónra. A kormány uralkodásra képtelennek nyilvánította őt, és öccse személyében régenst neveztek ki melléje. Négy évvel később, 1856-ban II. Lajost lemondatták Frigyes javára. Maga a leköszönt uralkodó két évvel később, 1858. január 22-én alig harminchárom évesen elhunyt.

## Uralkodása
I. Frigyes nagyherceg liberális eszméket vallott, a nagyherceg egyike volt az alkotmányos monarchia intézménye támogatóinak. Regnálása alatt ismerték el és vezették be az ország területén a polgári házasságkötést. A gyors ütemben fejlődő Mannheim városa egyike lett az ipari központoknak, köszönhetően a térségében található vízi és vasúti útvonalak fejlesztésének és az ipar támogatásának.
A badeni uralkodó emellett szívesen pártfogolta a különböző művészeteket is. A Badeni Nagyhercegi Művészeti Iskola (Großherzoglich-Badischen Kunstschule) 1854-ben történő megalapítása is a nagyherceg nevéhez fűződik. Támogatását élvezték továbbá a nevesebb badeni művészek is, mint például Rudolf Epp. Még régenssége alatt, 1853-ban szerezte meg Mainau szigetét Baden számára. A terület egészen 1918-ig a badeni uralkodócsalád tulajdonában maradt; ez idő alatt I. Frigyes távoli tájakon tett utazásokról hozott egzotikus növényeket ültetett el a szigeten, megalapozva a mai növénykertet. 1860-ban a addigi egyházi kézen lévő oktatási intézmények az állam felügyelete alá kerültek.

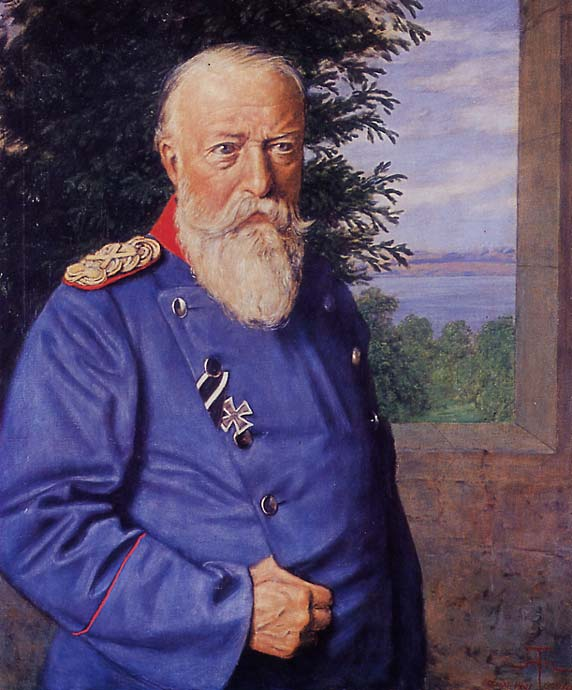
Az idős I. Frigyes badeni nagyherceg (Hans Thoma)

I. Frigyes vezetésével 1871-ben a Badeni Nagyhercegség csatlakozott az Észak-német Szövetséghez, létrehozva ezzel az egységes Németországot jelentő Német Császárságot. Az egyesített birodalmat porosz uralkodók vezették, jelentősen korlátozva az egyes tagállamok szuverenitását. 1871. január 18-án a nagyherceg egyike volt azon német uralkodóknak, akik összegyűltek a versailles-i kastély tükörtermében, és Vilmos porosz királyt kikiáltották az egyesült német államok császárának.
1898-ban Mainauban a császár palesztinai látogatásával kapcsolatban I. Frigyes fogadta az önálló zsidó állam létrehozásáról álmodó Herzl Tivadart. 1904-ben az uralkodó demokratikus lépésként bevezette a badeni parlament alsóházát érintő titkos és közvetlen választásokat.

## Házassága és gyermekei
1856. szeptember 20-án Berlinben I. Frigyes nagyherceg nőül vette a porosz uralkodó leányát, Lujza porosz királyi hercegnőt. A kapcsolatból három gyermek született:
- Frigyes herceg (1857–1928), II. Frigyes néven Baden nagyhercege
- Viktória hercegnő (1862–1930), házassága révén svéd királyné
- Lajos herceg (1865–1888), nem házasodott meg.

I. Frigyes nagyherceg 1907. szeptember 28-án hunyt el Mainau szigetén fekvő nyári rezidenciájában. Örökébe idősebb fia, Frigyes herceg lépett II. Frigyes néven. Mainaui birtoka ma az egyik leszármazottja, a Lennart Bernadotte wisborgi gróf által létrehozott alapítvány tulajdonában van.

## Származása
| Előző uralkodó: II. Lajos | Baden uralkodója 1856 – 1907 | Következő uralkodó: II. Frigyes |

## Fordítás
- Ez a szócikk részben vagy egészben a Friedrich I. (Baden, Großherzog) című német Wikipédia-szócikk ezen változatának fordításán alapul.  Az eredeti cikk szerkesztőit annak laptörténete sorolja fel. Ez a jelzés csupán a megfogalmazás eredetét és a szerzői jogokat jelzi, nem szolgál a cikkben szereplő információk forrásmegjelöléseként.
- Ez a szócikk részben vagy egészben a Frederick I, Grand Duke of Baden című angol Wikipédia-szócikk ezen változatának fordításán alapul.  Az eredeti cikk szerkesztőit annak laptörténete sorolja fel. Ez a jelzés csupán a megfogalmazás eredetét és a szerzői jogokat jelzi, nem szolgál a cikkben szereplő információk forrásmegjelöléseként.